# Jenny's Wedding
Jenny's Wedding è un film del 2015 scritto e diretto da Mary Agnes Donoghue.

## Trama
Jenny Farrell conduce una vita apertamente gay, tranne che con la sua famiglia convenzionale. Quando finalmente decide di mettere su famiglia e sposare la donna che pensavano fosse solo la sua coinquilina, il piccolo mondo sicuro in cui i Farrell abitavano cambia per sempre. Vengono lasciati con una semplice e allo stesso tempo difficile scelta: accettare la cosa o rischiare di perdere la loro figlia e il rispetto per se stessi.

## Produzione

### Riprese
Le riprese del film si sono svolte a partire dal 28 ottobre 2013 a Cleveland, nell'Ohio.

### Post-produzione
Il 12 febbraio 2014, i produttori del film hanno aperto una campagna Indiegogo per raccogliere dei fondi utili per il completamento della post-produzione: la Donoghue e il suo team avevano bisogno di 150,000 dollari per coprire principalmente i costi della musica. La campagna si è conclusa il 12 aprile.

## Distribuzione
Il film è stato distribuito nelle sale cinematografiche statunitensi il 31 luglio 2015.